# خوین مووده
خوین مووده (به لهستانی:  Chojny Młode) یک روستا در لهستان است که در گمینا وومژا واقع شده‌است.